# Poplar (Montana)
Pour les articles homonymes, voir Poplar.
La ville de Poplar est située dans le comté de Roosevelt, dans l’État du Montana, aux États-Unis. Lors du recensement de 2010, sa population a été estimée à 810 habitants.

## Amérindiens
Poplar est le siège de la réserve indienne de Fort Peck pour les Assiniboines et les Sioux.